# Santos Brasil Tennis Cup 2025
Il Santos Brasil Tennis Cup 2025 è stato un torneo maschile di tennis professionistico. È stata la 2ª edizione del torneo, facente parte della categoria Challenger 50 nell'ambito dell'ATP Challenger Tour 2025, con un montepremi di 60 000 $. Si è giocato dal 5 all'11 maggio 2025 sui campi in terra rossa del Tenis Clube de Santos di Santos, in Brasile.

## Partecipanti

### Teste di serie
| Nazionalità | Giocatore                  | Ranking* | Testa di serie |
| ----------- | -------------------------- | -------- | -------------- |
| Ecuador     | Álvaro Guillén Meza        | 205      | 1              |
| Perù        | Juan Pablo Varillas        | 239      | 2              |
| Cile        | Matías Soto                | 240      | 3              |
| Perù        | Gonzalo Bueno              | 248      | 4              |
| Argentina   | Santiago Rodríguez Taverna | 261      | 5              |
| Argentina   | Juan Bautista Torres       | 273      | 6              |
| Bolivia     | Juan Carlos Prado Ángelo   | 291      | 7              |
| Argentina   | Genaro Alberto Olivieri    | 302      | 8              |

* Ranking al 21 aprile 2025.

### Altri partecipanti
I seguenti giocatori hanno ricevuto una wild card per il tabellone principale:
- Enzo Kohlmann de Freitas
- Bruno Malacarne
- Eduardo Ribeiro

Il seguente giocatore è entrato in tabellone con il ranking protetto:
- Blaise Bicknell

I seguenti giocatori sono entrati in tabellone come alternate:
- Hernán Casanova
- Gianluca Mager

I seguenti giocatori sono passati dalle qualificazioni:
- Nicolás Kicker
- Arklon Huertas del Pino
- José Pereira
- Bruno Kuzuhara
- Wilson Leite
- Conner Huertas del Pino

## Punti e montepremi
| Torneo    | Torneo              | V     | F     | SF    | QF    | 2T  | 1T  | Q | Q2  | Q1  |
| Singolare | Punti               | 50    | 25    | 14    | 8     | 4   | 0   | 3 | 1   | 0   |
| Singolare | Premi in denaro ($) | 5,500 | 3,260 | 1,900 | 1,120 | 660 | 395 | – | 215 | 125 |
| Doppio    | Punti               | 50    | 25    | 14    | 8     | –   | 0   | – | –   | –   |
| Doppio    | Premi in denaro ($) | 2,130 | 1,250 | 745   | 435   | –   | 245 | – | –   | –   |

## Campioni

### Singolare
Álvaro Guillén Meza ha sconfitto in finale  Matheus Pucinelli de Almeida con il punteggio di 6–3, 7–6(12).

### Doppio
Pedro Boscardin Dias /  Gonzalo Villanueva hanno sconfitto in finale  Boris Arias /  Federico Zeballos con il punteggio di 6–2, 6(3)–7, [10–7].